# Шептицька Тетяна Леонідівна
Тетяна Леонідівна Шептицька (народилася 28 червня 1975 у Києві) — українська науковиця, поетка, журналістка, громадська діячка, перекладачка, літературний редактор. Кандидат філологічних наук.

## Життєпис
Народилася у Києві у сім'ї службовців. Закінчила загальноосвітню середню школу № 180.
У 1998 р. закінчила факультет української філології Національного педагогічного університету ім. М. П. Драгоманова, отримала спеціальність «Українська мова і література» (диплом з відзнакою). У 1998—2001 рр. навчалася в аспірантурі Київського національного університету імені Тараса Шевченка. У 2006 р. захистила кандидатську дисертацію на тему: «Антималоросійський дискурс української літератури 1920-х — поч. 1930-х рр. (на матеріалі Літературно-наукового вістника)», науковий керівник — літературознавець, доктор філологічних наук, професор Володимир Погребенник.
Працювала у Центрі українознавства Київського національного університету імені Тараса Шевченка (2001—2015). Із серпня 2015 р. по теперішній час — заступник генерального директора з наукової роботи Національного історико-меморіального заповідника «Биківнянські могили».
У 2015—2017 — ведуча «Радіо Промінь» (ранкове ток-шоу «На свіжу голову»). З жовтня 2021 — ведуча радіо «Голос Донбасу» (ранкове ток-шоу «Новий день» і програма «Вільна тема»).
З 2013 р.  — волонтерка й координаторка культурно-мистецьких заходів «Безкоштовних курсів української мови».
Перекладає з польської мови.
Дружина письменника і видавця Сергія Пантюка.

## Поетична творчість
Авторка поетичних збірок «Окрайцем неба» (2014), «П'яні персики» (2019).
Вірші публікувалися у газеті «Золота молодь — обдарована, працелюбна, талановита», збірці «Протуберанці слова» (2011), ювілейному альманасі «Голоси Севами» (2017), антології «Досвід війни: українські голоси» (2022).
Учасниця поетично-музичних фестивалів «Віршень», «Відкриті небеса», «Седнівська осінь», «Севама-Фест», «Українські передзвони», Південний фестиваль «Книжковий Миколай» у Херсоні, «СУП-культура» (м. Рівне), різноманітних книжкових толоках у Чернігові, Миколаєві (Львівська область), Рівному, організаторка і модераторка творчих вечорів і презентацій.
Організаторка і модераторка вечорів «Поетичного салону» Київського національного університету імені Тараса Шевченка (2014—2015).

## Наукова діяльність
Автор 6 монографій (з них 5 — у співавторстві), посібників, навчальних програм (у співавторстві) та біля 120 наукових і науково-популярних статей.
Напрямки наукової діяльності:
- українська література першої половини ХХ століття (письменники Розстріляного відродження в соціокультурному контексті доби, творчість Євгена Маланюка, Бориса Антоненка-Давидовича, Дмитра Донцова та інших; київська тема в українській поезії),
- Великий терор в Україні та історія Биківнянських поховань,
- дослідження проблем українського націєтворення та державобудівництва, маргіналізації української людини у соціально-політичних зрушеннях ХХ століття, проблеми малоросійства як суспільно-психологічного та політичного феномена,
- діаспорне письменство як форма репрезентації українства у світі.

У 2023 році видала науково-популярну книжку, присвячену Всеукраїнському фестивалю поезії та авторської пісні «Віршень» — «Сла(і)вень „Віршню“!»
Основні праці:
1. Українство у світі: традиційність культури та спільнотні взаємини. Монографія. К., 2004 (у співавт.);
2. Європейський дискурс творчості Юрія Андруховича // Сучасність. 2005, № 9;
3. Українська література як вияв національного єднання // Календар-щорічник «Українознавство-2007». К., 2006;
4. «Сильна особистість» в українському письменстві 1920-х — 1930-х рр. // Поведінкові типи в українському соціокультурному середовищі: історичний досвід та аналіз тенденцій. Зб. наук. праць за результатами міжн. наук. конференції. К., 2007;
5. Український modus vestiendi — спосіб зодягання: Монографія. К., 2008 (у співавт.);
6. Українознавство: навч. посібник / За ред. М. І. Обушного. К., 2008 (у співавт.);
7. Юрій Шевельов: виклик часу i відповідь науковця / Піскун В. М., Ціпко А. В., Шептицька Т. Л. та ін. Монографія. — К.: «МП Леся», 2010 (у співавт.);
8. Українська література в контексті соціокультурних перетворень ХХ століття. Монографія. К., 2013. — 151 с.;
9. Найдорожче у вас воля, ми оплатили її життям". Портрети Биківні[6]
10. Репресований гумор — доля Юхима Ґедзя в часи сталінського терору // Гуманітарна вища освіта в технічних вищих навчальних закладах. Збірник наукових праць. — К:, 2018. — Випуск 38. — С. 94-100.
11. Нові архівні і «усталені» факти: приклад Степана Бена// Україна модерна [Електронний ресурс]: http://uamoderna.com/shafka-dok/sheptycka-stepan-ben
12. Українські гумор і сатира у часи сталінського терору (за матеріалами архівно-кримінальних справ Юрія Вухналя, Василя Чечвянського, Юхима Ґедзя). // З архівів ВУЧК-ГПУ-НКВД-КГБ. — 2019. № 2. — С. 247—265.
13. Розстріляне відродження: архівно-кримінальна справа Юрія Вухналя.// НАУКОВИЙ ЧАСОПИС Національного педагогічного університету імені М. П. Драгоманова. Серія № 8. Філологічні науки (мовознавство і літературознавство). — Київ, 2019. — Вип. 12. — С. 80-86.
14. Фелікс Якубовський — представник репресованого українського літературознавства // З архівів ВУЧК-ГПУ-НКВД-КГБ. — 2020. № 2. — С. 220—238.

Упорядниця наукових збірників «Биківнянська трагедія в контексті злочинів тоталітарного режиму» (до 15-річчя заснування Національного історико-меморіального заповідника «Биківнянські могили») (К., 2017) та "Биківня — від території смерті до місця пам'яті (до 20-річчя заснування Національного історико-меморіального заповідника «Биківнянські могили») (К., 2022 р.)

## Редакторська діяльність
Працює як літературний редактор. У її доробку редагування наукових монографій, посібників і художніх видань, зокрема: Валентини Піскун «Політичний вибір української еміграції (20-ті роки ХХ століття)» (2006), посібника «Пізнаємо Україну. Узнаем Украину. Discover Ukraine» (2007), Павла Правого «Таємна історія Радянського Союзу» (2020), Хосе Доносо «Розпутний птах ночі» (2021) та ін.
Є авторкою передмов до збірки поезій Олени Гетьманець «За межею» (2016), збірки Іванни Голуб «Обабіч раю. Супроти пекла» (2021).

## Громадська та медійна діяльність

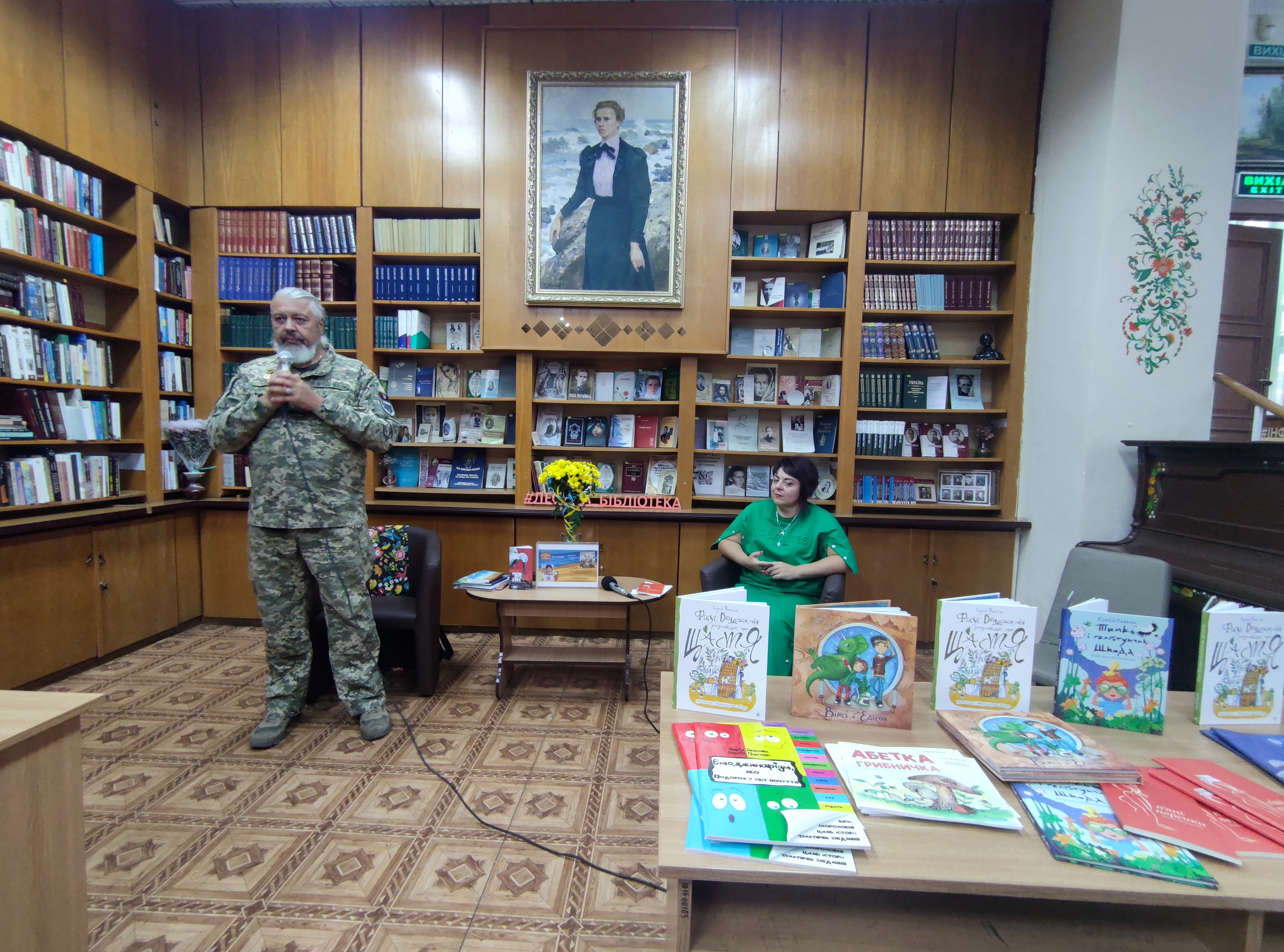
Тетяна Шептицька і Сергій Пантюк в бібліотеці Лесі Українки, жовтень 2024

Засновниця та один із співорганізаторів і членів журі Всеукраїнського конкурсу есе «Українське футуро» для учнів загальноосвітніх шкіл і студентів перший курсів вищих навчальних закладів України.
Член журі Конкурсу есе «Україна — це культура» з нагоди 100-річчя журналу «Українська культура» (2021).
Експерт Літературного конкурсу видавництва «Наш формат» для дитячих письменників (2020, 2021).
Модераторка і ведуча Вечора пам'яті Олекси Тихого (2017), Вечорів пам'яті Героїв Крут (2015, 2016, 2017, 2019).
У 2017 р. брала участь у концерті, присвяченому Пам'яті Героїв Майдану у Семиполківському Будинку культури.
Підтримувала культурно-мистецькі акції для бійців ЗСУ, зокрема, виступала у навчальному центрі «Дівички» на Київщині та «Десна» на Чернігівщині.
Тетяна Шептицька була «гостею студії» у програмах радіоканалів Національної телерадіокомпанії України: Перший канал, Радіо «Промінь», Радіо Культура, ТРК Київ, телеканал «Рада», «Громадське радіо».

## Відзнаки
Нагороджена грамотами Товариства «Україна — Світ» та Української всесвітньої координаційної ради (УВКР), Почесною грамотою Київського міського голови (2018), Подякою Київської міської державної адміністрації (2019).
Переможниця Літературного інтернет-конкурсу «Осьмачка-126» (2021) — нагорода в номінації «Поезія».
Переможниця "Поетичного марафону" XVIII Всеукраїнського літературно-мистецького свята "Просто на Покрову" (Коростень, 2024).
Лауреат Премії імені Леся Танюка «За збереження історичної пам'яті» (2024).